# Anilocra rissoniana
Anilocra rissoniana es una especie de crustáceo isópodo marino del género Anilocra, familia Cymothoidae.
Fue descrita científicamente por Leach en 1818.